# Lilium ledebourii
Lilium ledebourii là một loài thực vật có hoa trong họ Liliaceae. Loài này được (Baker) Boiss. miêu tả khoa học đầu tiên năm 1882.